# Liste der Monuments historiques in Sainte-Marguerite (Vosges)
Die Liste der Monuments historiques in Sainte-Marguerite führt die Monuments historiques in der französischen Gemeinde Sainte-Marguerite auf.

## Liste der Immobilien
| Bezeichnung           | Beschreibung                 | Standort               | Kennzeichnung | Schutzstatus | Datum | Bild           |
| --------------------- | ---------------------------- | ---------------------- | ------------- | ------------ | ----- | -------------- |
| Kirche Ste-Marguerite | Glockenturm, 13. Jahrhundert | Rue de l’Église (Lage) | PA00107289    | Inscrit      | 1926  | weitere Bilder |